# Victorgorgiidae
Die Victorgorgiidae sind eine Familie der Achtstrahligen Korallen (Octocorallia), die in tieferen Meeresregionen im Atlantik und im Pazifik vorkommt.

## Merkmale
Wie fast alle Oktokorallen bilden die Arten der Familie Victorgorgiidae Kolonien, die aus vielen Einzelpolypen mit jeweils acht Tentakeln bestehen. Die Kolonien sind aufrecht stehend und mehr oder weniger verzweigt (Gattung Victorgorgia) oder ihre Polypen sind nur basal durch Stolonen oder Membranen miteinander verbunden (Gattung Trachythela). Eine zentrale Skelettachse fehlt. Das Coenenchym kann in eine äußere Schicht und eine innere Medulla unterteilt sein, wobei dazwischen eine ausgedehnte Grenzschicht vorhanden ist. Die zentrale Medulla ist von Kanälen durchzogen. Die Polypen sind monomorph und können sich in ihre Kelche zurückziehen. Sie sind über die gesamte Oberfläche der Kolonie verteilt, stehen an den Zweigenden aber dichter. Die Sklerite der Victorgorgiidae haben die Form von höckrigen Stäbchen, Spindeln und Keulen.
Von den Korallen der sehr ähnlichen Familie Alcyoniidae unterscheidet sich die Familie Victorgorgiidae vor allem hinsichtlich der Färbung. Während die Alcyoniidae vor allem rötlich oder gelblich sind, sind die Victorgorgiidae überwiegend purpur- oder magentafarben. Die Sklerite der Victorgorgiidae sind jedoch farblos. Die Arten der Familie leben nicht mit Zooxanthellen in Symbiose und sind dadurch auf planktonische Nahrung angewiesen.

## Gattungen
Zur Familie Victorgorgiidae gehören zwei Gattungen:
- Trachythela Verrill, 1922
- Victorgorgia López-González & Briand, 2002